# Goera dierli
Goera dierli là một loài trong họ Goeridae.
Chúng phân bố ở miền Ấn Độ - Mã Lai.